# Kaundorf
Kaundorf (en luxemburguès: Kauneref; en alemany: Kaundorf) és una vila i centre administratiu de la comuna de Lac de la Haute-Sûre situada al districte de Diekirch del cantó de Wiltz. Està a uns 38 km de distància de la ciutat de Luxemburg.